# Knud Erik Andersen
Knud Erik Andersen (sommetider omtalt som Knud Andersen, født 3. april 1960 i Maribo) er en dansk ingeniør, erhvervsmand og milliardær. Han har skabt sin karriere og formue indenfor vindmøllebranchen og andre områder indenfor grøn energi, hvor han har startet flere virksomheder med European Energy som den største. I 2024 blev han udråbt som den 9.-rigeste person i Danmark med en personlig formue på 17 milliarder kr.

## Karriere
Knud Erik voksede op på en gård ved Rødby på Lolland, som hans forældre drev. Han gik på Maribo Gymnasium, hvorfra han blev matematisk student i 1979. Derefter startede han straks på ingeniørstudiet på DTU, men kom under sin studietid efterhånden til at bruge en stor del af sin energi på at drive virksomheden Sentic, der udviklede styresystemer til vindmølleindustrien, og som han var ejerleder af 1995-2004. Det medførte, at han først blev ingeniør i 1989, ti år efter sin studiestart - og først efter, at rektor havde truet ham med udsmidning fra DTU, hvis han ikke hurtigt tog de sidste eksaminer. I hans studietid var vindmølleindustrien i Danmark blot ved at blive født, og studiet af vindmøller var ikke en særlig studieretning på DTU, men Knud Erik Andersen og nogle studiekammerater tog alle de kurser indenfor området, de kunne få, og fik også stedets ansatte forskere til at holde nogle særlige kurser, som han og de andre studerende, der drev virksomheden, kunne bruge direkte i deres arbejde.
I 1995 var Andersen medstifter af firmaet Inside Technology, der beskæftigede sig med indlejrede systemer, også kaldt embedded computing, dvs. indarbejdelsen af små computere i mange forskellige slags apparater og maskiner. Det var en stor vækstbranche på dette tidspunkt, og virksomheden havde pæn succes med over 100 mio. kr. i omsætning. I 2000 solgte stifterne virksomheden til en stor tysk konkurrent. Andersen fortsatte indtil 2004 som direktør for virksomheden, men brugte så en del af sine penge fra salget til at stifte European Energy.

## European Energy
I 2004 stiftede Andersen sammen med Mikael D. Pedersen virksomheden European Energy, der skulle udvikle og opføre vindmølleparker. I nogle tilfælde er parkerne senere solgt videre til langsigtede investorer, hvor European Energy efterfølgende fortsat har stået for drift og vedligehold af parkerne, mens virksomheden i andre tilfælde har beholdt parken selv og dermed de løbende indtægter fra den solgte strøm. I 2008 udvidede virksomheden med en solcelle-afdeling. Virksomheden har ekspanderet kraftigt og er blevet verdensomspændende med aktiviteter i Europa, Syd- og Nordamerika, Australien og Indien. Også havmølleparker, anlæg til at lagre energi og produktionsanlæg til grønne brændstoffer som Kassøværket i Sønderjylland, verdens største kommercielle anlæg til at fremstille e-metanol, er kommet med i porteføljen.

## Image som forretningsmand
Andersen har ifølge et portræt i TV 2 ry for at være en utålmodig ingeniør og forretningsmand, der er af få ord, men hverken er bange for at tage chancer eller diskussioner.
Andersen er blevet mangemilliardær via sin forretningsvirksomhed. I 2024 solgte han en aktiepost i European Energy til det japanske Mitsubishi HC Capital. Det fik ifølge opgørelsen over de rigeste danskere, som Økonomisk Ugebrev opgør årligt, hans personlige formue til at stige fra 11 til 17 milliarder kr., hvormed han sprang fra 17.pladsen til 9.pladsen over de rigeste danskere og altså kom ind på top-10-listen.

## Privatliv
Knud Erik Andersen er gift og har tre børn. Familien ejer blandt andet en ejerlejlighed i Lyngby, en landbrugsejendom ved Rødby, som Andersen købte i 2001, et lille sommerhus i Rødby og et andet sommerhus i Tisvildeleje.